# Siennica (dopływ Nurca koło Gródka)
Siennica – struga, lewostronny dopływ Nurca o długości 18,38 km. Płynie przez Wysoczyznę Drohicką, w województwie podlaskim.
Struga wypływa z okolicy wsi Szmurły, spod przysiółka Sienniki, na wysokości około 146,5 m n.p.m., a do Nurca uchodzi na wysokości 113,5 m n.p.m. na północny wschód od Ciechanowca.
Miejscowości nad Siennicą: Radziszewo-Sieńczuch, Łempice, Koce-Piskuły.